# Milijun
Milijun je broj koji označava tisuću tisuća, a u dekadskom sustavu zapisuje se s jedinicom iza koje slijedi šest nula, dakle 1 000 000. U eksponencijalnom zapisu milijun je {\displaystyle 10^{6}}.
Riječ „milijun“ dolazi iz talijanskoga jezika. Nastala je od izvorno latinske rijeći za tisuću – mille – kojoj je dodana oznaka augmentativa, -one, što daje riječ milione. Iz talijanskoga riječ je prešla u ostale europske jezike.
Tisuću milijuna zove se jednom milijardom. U zemljama engleskog govornog područja, koje brojeve nazivaju po tzv. kratkoj skali tisuću milijuna označava se riječju billion.

## Vanjske poveznice
|  | Zajednički poslužitelj ima još gradiva o temi Milijun |